# Engelholm (herrgård)
Engelholm (tidigare Ängelholm) är en herrgård eller säteri i Sankt Anna skärgård, Söderköpings kommun.
Den karolinska huvudbyggnaden av trä är från omkring år 1700 medan flyglarna i tegel tillkom 1734. Godset bildades i början av 1600-talet genom donationer till ståthållaren Erik Ulfsparre. Gårdar under godset omtalas redan på 1300-talet. De tillhörde då hertig Bengt Algotsson och Bo Jonsson Grip. De lydde senare under Stegeborgs kungsgård medan andra tillhörde Johan III:s arvegods. Sedan det kommit till släkten Spens, gjordes det 1728 av Beata Bonde till fideikommiss inom den så kallade Engelholmsgrenen av släkten. Engelholms fideikommiss gick inom släkten Spens i nära 250 år. 
I slutet av 1930-talet såldes stora arealer inklusive Norrum och Börrum med omnejd samt Harstena skärgård bl.a. via Egnahemsrörelsen. År 1969 bildades AB Engelholms Egendom av arvingarna till den siste fideikommissarien, godsägaren greve Gabriel Spens. Egendomen uppgår idag till 1 000 hektar, och ägs sedan 2022 av Skedevi jordbruksförvaltning AB

## Fideikommissets innehavarlängd[4]
- 1728-1745: greve Axel Spens, generallöjtnant
- 1745-1781: greve Gabriel Spens, fältmarskalk, en av rikets herrar
- 1781-1795: greve Fredrik Spens, major med landshövdings namn, heder och värdighet
- 1795-1822: greve Carl Gabriel Spens, kapten
- 1822-1892: greve Carl Axel Spens, godsägare
- 1892-1897: greve Axel Valter Gabriel Spens, löjtnant
- 1897-1965: greve Gabriel Spens, häradsdomare
- 1965-1969: greve Gabriel Spens' dödsbo
- 1969-ff: AB Engelholms Egendom